# Estação Saint-Michel (Metrô de Paris)
Saint-Michel é uma estação da linha 4 do Metrô de Paris, localizada no limite do 5.º e do 6.º arrondissements de Paris.

## História
A estação foi inaugurada em 1910, e leva o nome do boulevard e da praça onde ela se situa.
Em 2011, 9 159 024 passageiros entraram nesta estação. Ela viu entrar 8 797 595 passageiros em 2013, o que a coloca na 25ª posição das estações de metrô por sua frequência.

## Serviços aos Passageiros

### Acesso
- Acesso 1: Quai Saint-Michel (Notre-Dame)
- Acesso 2: Place Saint-Michel
- Acesso 3: Fontaine Saint-Michel
- Acesso 4: Place Saint-André-des-Arts
- Acesso 5: Pont Saint-Michel, uma entrada no quai des Grands-Augustins e duas entradas no quai Saint-Michel

### Intermodalidade
A estação é servida pelas linhas 21, 24, 27, 38, 85, 96, a linha de vocação turística OpenTour da rede de ônibus RATP e, à noite, pelas linhas N12, N13, N14, N21, N122 e N145 da rede Noctilien.
Além disso, ela tem uma ligação com a linha C do RER na estação de Saint-Michel - Notre-Dame. Através desta correspondência, é possível ir ao RER B na mesma estação, ou a linha 10, na estação Cluny - La Sorbonne.

## Pontos turísticos
- Quartier Latin
- Fontaine Saint-Michel
- Île de la Cité
- Île Saint-Louis
- Catedral de Notre-Dame de Paris

## Galeria de fotografias

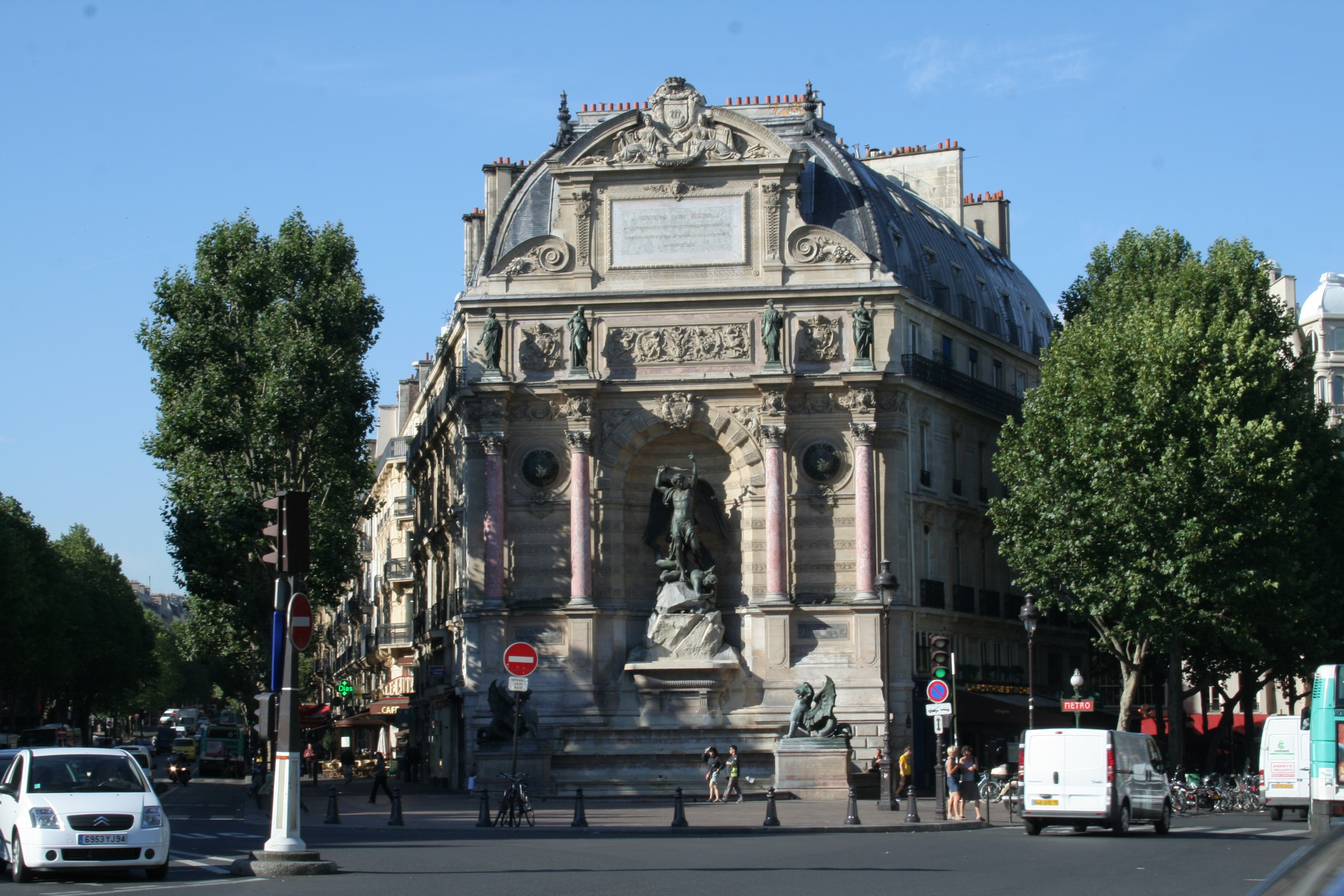
A Fontaine Saint-Michel, place Saint-Michel.
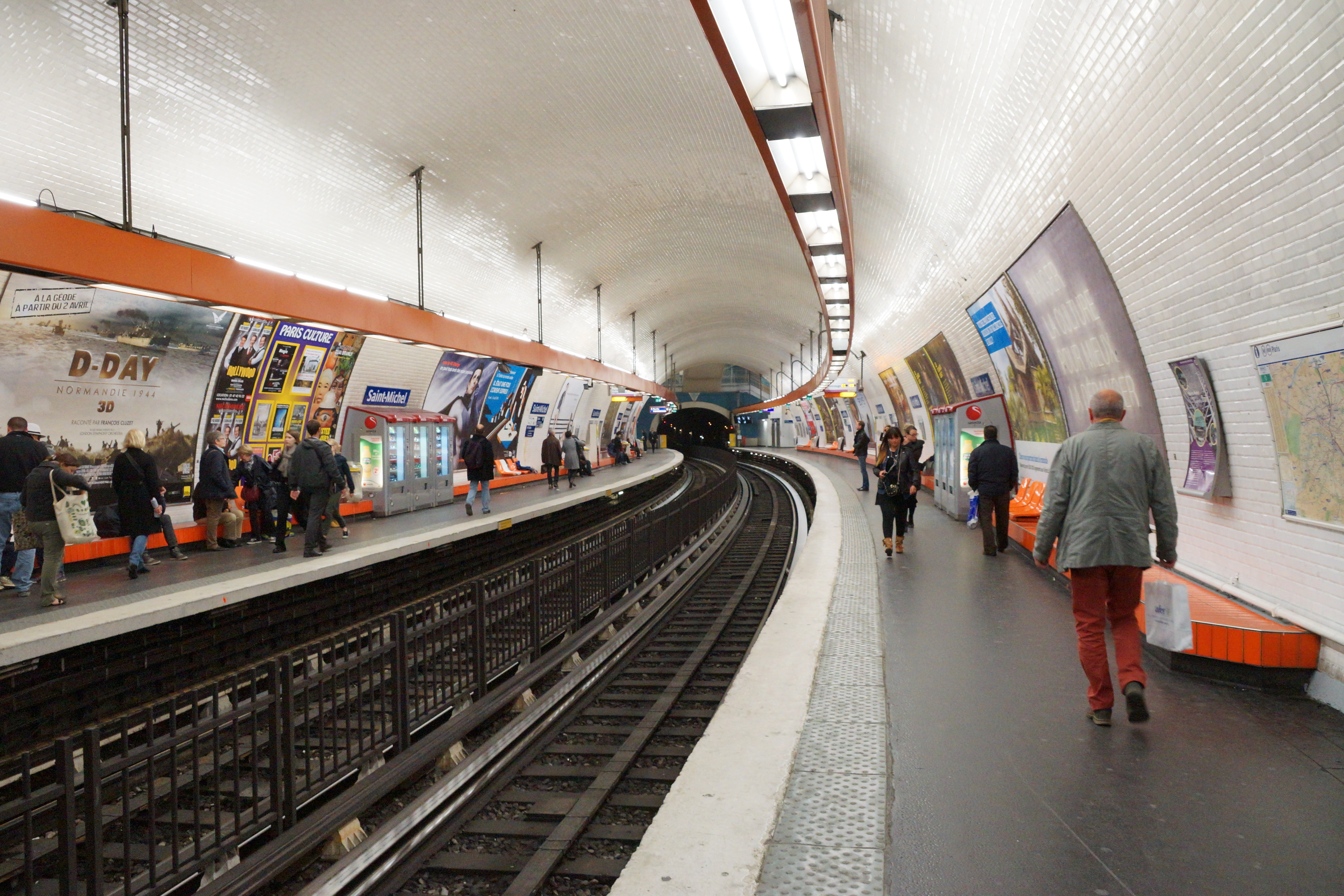
A plataforma da estação.
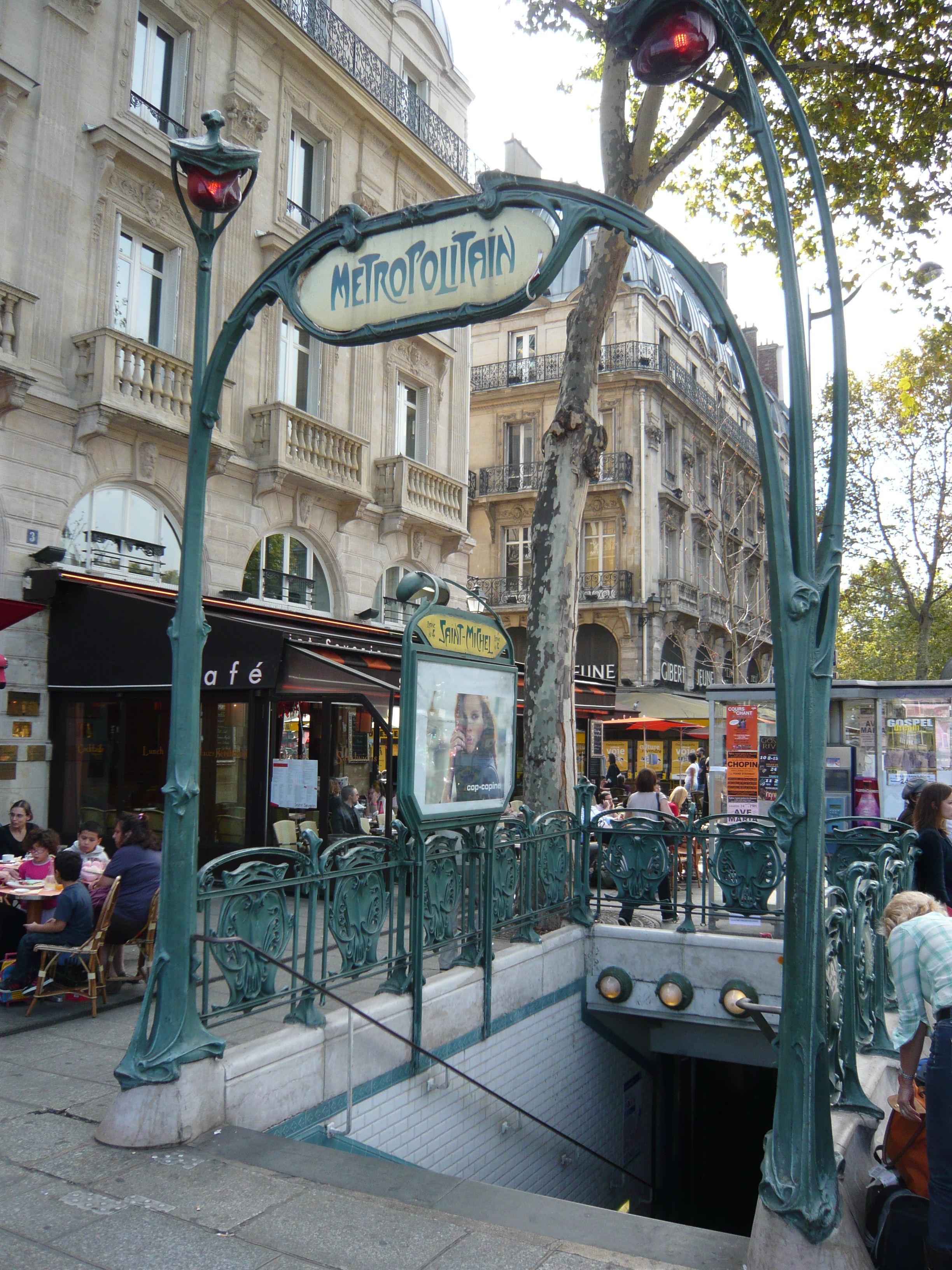
Uma edícula Guimard da estação.
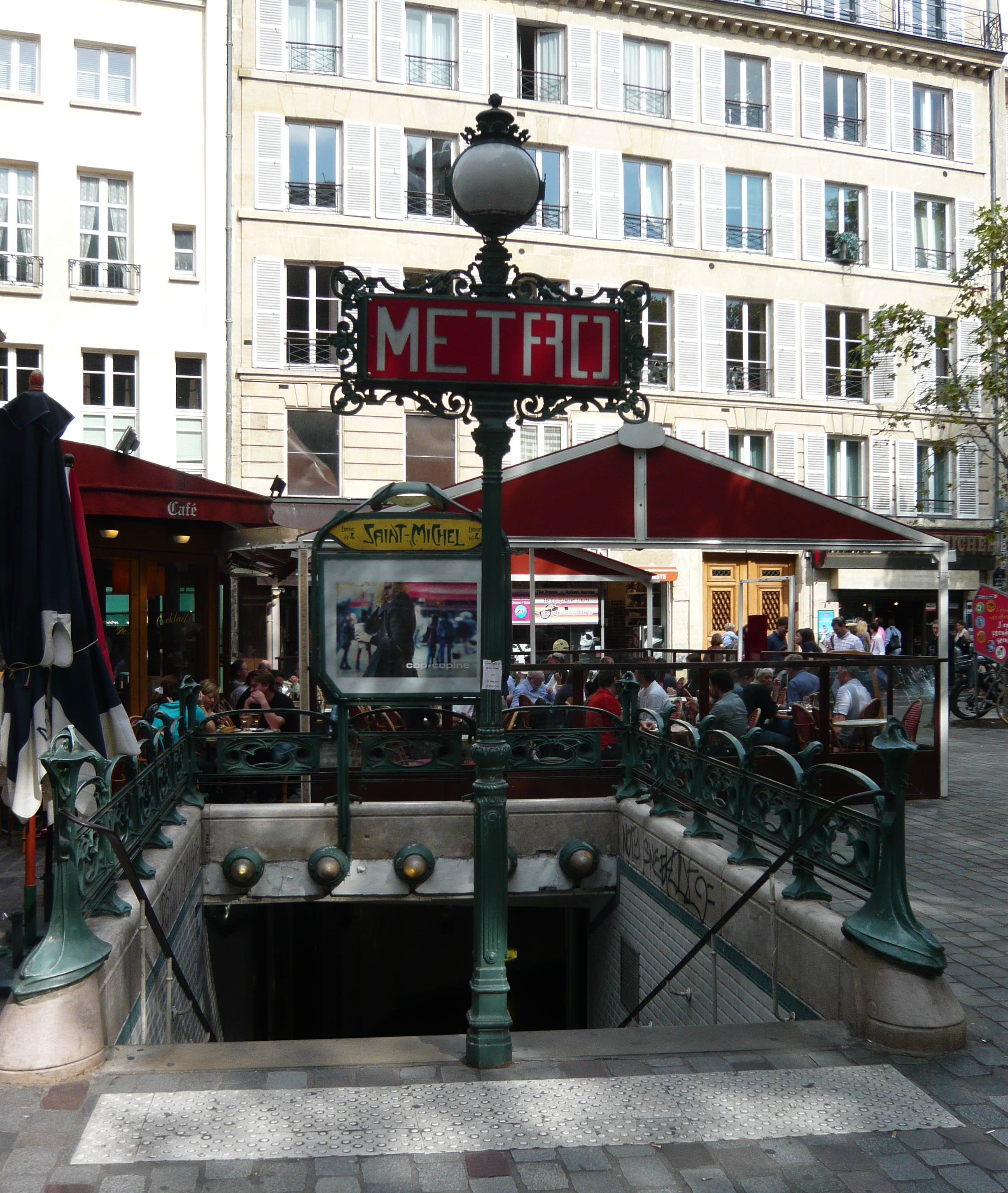
Outra edicula Guimard com um mastro Val d'Osne.